# Défense en profondeur
La défense en profondeur ou défense élastique, terme emprunté à une tactique militaire destinée à retarder l'ennemi, consiste à exploiter plusieurs techniques de sécurité afin de réduire le risque lorsqu'un composant particulier de sécurité est compromis ou défaillant. 
Le principe de défense en profondeur revient à sécuriser chaque sous-ensemble du système, et s'oppose à la vision d'une sécurisation du système uniquement en périphérie. De façon puriste, le concept de défense en profondeur signifie que les divers composants  d'une infrastructure ou d'un système d'information ne font pas confiance aux autres composants avec lesquels ils interagissent. Ainsi, chaque composant effectue lui-même toutes les validations nécessaires pour garantir la sécurité. En pratique, ce modèle n'est appliqué que partiellement puisqu'il est habituellement impraticable de dédoubler tous les contrôles de sécurité. De plus, il peut même être préférable de consolider plusieurs contrôles de sécurité dans un composant réservé à cette fin. Ce composant doit alors être considéré comme étant sûr par l'ensemble du système.